# RL60
L'RL60 és un motor de coet desenvolupat per Pratt and Whitney. El disseny consisteix en un cicle d'expansió hidrogen líquid/oxigen líquid d'alta energia, capaç de múltiples ignicions a l'espai.